# Heliconius superba
Heliconius superba är en fjärilsart som beskrevs av Percy I. Lathy 1906. Heliconius superba ingår i släktet Heliconius och familjen praktfjärilar. Inga underarter finns listade i Catalogue of Life.